# ワモンゴキブリ
ワモンゴキブリ（輪紋蜚蠊、学名：Periplaneta americana）は、ゴキブリ目ゴキブリ科に属する昆虫の一種である。

## 形態
屋内に現れるゴキブリ科の昆虫の中では最も大型の種類で、成虫の全長は平均40mm、最大48mmに達する。全身は淡褐色で、胸部にリング状の斑紋（輪紋）が存在する事が和名の由来となっている。
オスはメスよりも羽が4～8mm長い他、腹部の先端から延びる尾角の長さ（オス成虫のほうがメス成虫よりも長い）や腹刺の有無（オスのみに存在）でオス・メスを判別する事ができる。

## 生態
主に地下室や下水道・浄化槽、共同溝などに生息し、レストランやベーカリーなどの食品店や倉庫でも容易に確認する事ができる。夜行性で、建物内部だけではなくその周辺にも姿を現す。
卵鞘から孵化後成虫になるまで6～12ヶ月を要し、寿命は最長3年以上にも及ぶ。成虫のメスはおよそ週に1度、卵鞘を食料源が存在する近くに生み落とし、その内部には平均14～16個の卵が収納されている。また、オスと交尾しなくても単為生殖によって繁殖する事が可能である。
雑食性で、チーズやビールなどの食料品以外にも衣類、デンプン糊、紙、動物の死骸など様々なものを食する。
寒さに弱く、気温が20℃以下の状況では活動することが出来ない。天敵にはアシダカグモ・ムカデ・ゲジ・セナガアナバチ・エメラルドゴキブリバチなどがいる。

## 分布
原産地はアフリカとされており、世界中の熱帯から亜熱帯に広く分布する。学名（americana）の由来となったアメリカでは1625年の時点で生息が確認されている。
外国ではアメリカ、台湾、中国、アフリカやジャワ島などにも生息している。
日本では九州南部から南西諸島・沖縄、小笠原諸島などに分布していたが、近年は家庭暖房の発達により生息域が北上し、大阪府、長崎県や和歌山県、京都府、北海道、愛媛県、福岡県あるいは東京都、神奈川県などでも確認されている。

## 被害
ワモンゴキブリの被害として、見た目の不快感（不快害虫）以外に以下の事柄が挙げられている。
- 下水道やゴミ処理場に生息するワモンゴキブリが食品や食器の上を歩く事による衛生面での被害。
- アルコールのような、薬品のような独特の臭い。
- 細菌やウイルスなど病原体の媒介。
- 排泄物や死骸のアレルゲン化。